# Gruppo del Suretta
Il Gruppo del Suretta è un gruppo montuoso delle Alpi Retiche occidentali. Il gruppo interessa in Italia la provincia di Sondrio (Lombardia) ed in Svizzera il Distretto di Hinterrhein (Canton Grigioni).
Il gruppo è collocato subito ad est del Passo dello Spluga ed è quindi il primo gruppo delle Alpi Orientali. Culmina nel Pizzo Suretta a 3027 m.

## Classificazione
La SOIUSA vede il Gruppo del Suretta come un sottogruppo alpino e vi attribuisce la seguente classificazione:
- Grandeparte = Alpi Orientali
- Grande settore = Alpi Centro-orientali
- Sezione = Alpi Retiche occidentali
- Sottosezione = Alpi del Platta
- Supergruppo = Catena Suretta-Stella-Duan
- Gruppo = Gruppo Suretta-Emet
- Sottogruppo = Gruppo del Suretta
- Codice = II/A-15.I-A.1.a

## Limiti geografici
Ruotando in senso orario i limiti geografici sono: passo dello Spluga, Splügen, Reno Posteriore, Sufers, val Ferrera, passo di Niemet, Madesimo, Valle Spluga, passo dello Spluga.

## Vette principali
Le vette principali del gruppo sono:
- Pizzo Suretta - 3.027 m
- Cime Cadenti - 3.021 e 2.984 m
- Punta Rossa - 3.015 m
- Punta Adami - 2.968 m
- Piz Muttala - 2.961 m
- Äussere Schwarzhörner - 2.891 m
- Rothörnli - 2.754 m
- Piz Spadolazzo - 2.722 m
- Punta Levis - 2.690 m
- Mittaghorn - 2.561 m

## Alpinismo

### Prima salita
La prima salita ufficiale della vetta massima del Suretta è di Arnold Baltzer con Georg Trepp, il 18 luglio 1869, per la cresta NNE. La prima ascensione invernale è di Gaetano Scotti, Angelo e Romano Calegari, il 4 gennaio 1913, per la cresta SE.

### Altre prime ascensioni
La maggiore elevazione delle Cime Cadenti fu raggiunta in prima ascensione da Battista Scaramellini nell'agosto 1906, seguendo la cresta NE, e in prima invernale da C. Re nel dicembre 1940, per la parete W. La Punta Scaramellini venne ascesa per la prima volta (e prima invernale) da Alessandro Grisi ed Ettore Levis, il 6 gennaio 1913, per la cresta NE. Del Piz Ursaregls e della Punta del Lago Gelato non si hanno notizie delle prime salite, mentre per entrambe la prima invernale è di Gaetano Scotti, Angelo e Romano Calegari, il 4 gennaio 1913, per la cresta N del Piz Ursaregls e per il versante NW della Punta del Lago Gelato.

### Principali vie alpinistiche e grado di difficoltà
L'articolata conformazione morfologica e l'ampia varietà di terreni che presenta il Suretta, unitamente alla facilità logistica per l'intero gruppo, ha permesso la tracciatura di innumerevoli vie alpinistiche di ogni grado e difficoltà, sia di roccia che di misto roccia/ghiaccio. La vetta massima presenta due vie normali, dal versante elvetico e da quello italiano: la normale svizzera risale la breve cresta NNE dopo aver raggiunto il valico del Surettajoch dal Passo dello Spluga o dal Surettagletscher, senza presentare eccessive difficoltà se non negli anni di scarsi innevamento, nei quali la cresta può presentarsi ghiacciata e obbligare a qualche passaggio su roccia fino al II+; la normale italiana presenta invece due percorsi: uno “classico” dacché frequentato fin dal 1800 dai primi turisti/alpinisti, che risale il versante meridionale della Punta Adami per poi percorrere l'aerea ma facile cresta che da questa risale fino alla vetta massima; a tale via si preferisce ormai abitualmente l'ascesa diretta dal bacino del Ghiacciaio di Suretta Sud, risalendo il ripido pendio nevoso che porta fino alla cresta, a pochi metri dalla vetta.
Le Cime Cadenti rappresentano invece il settore più prettamente “alpinistico” del Suretta, con numerose vie di roccia e ghiaccio che ne percorrono gli speroni e i profondi canali tra di essi. Tra gli itinerari da segnalare, oltre alla via normale che sale dal Ghiacciaio di Suretta Sud per poi percorrere la breve cresta NE, e che può comportare qualche difficoltà se scarsamente innevata, vi sono: la cresta WNW, di difficoltà AD+ (sovente unita alla traversata della cresta sommitale fino al Pizzo Suretta), lo sperone NW della quota 3015 (via Anime Cadenti), difficoltà dal III al V-, i vari canali della parete NW, con vie di ghiaccio e misto con inclinazioni tra i 50° e gli 80°.
Il Pizzo della Casa ha una interessante parete SW, con una via probabilmente aperta da Eugenio Fasana nel 1914, che ne percorre il settore destro con difficoltà di III e IV.
Le altre vette del gruppo non presentano interesse alpinistico, e sono facilmente raggiungibili da più versanti.

## Sci
Non esistono impianti sciistici sul territorio del gruppo. È tuttavia da notare come sui fianchi dell'Altopiano degli Andossi, piede meridionale del Suretta, vennero installati negli anni 1950 i primi impianti di risalita di Madesimo, ai quali venne però rapidamente preferito il versante opposto della Valle dell'Acqua Grande, ove si è poi sviluppato il comprensorio sciistico attuale. Gli impianti sugli Andossi rimasero in funzione fino agli anni 1980-1990.

### Scialpinismo
Il Suretta è scialpinisticamente piuttosto frequentato, soprattutto per la comodità di accesso anche invernale, con partenza da Montespluga. Da qui parte l'itinerario principale, esposto in gran parte a meridione, che si inoltra nel vallone ai piedi delle Cime Cadenti, le aggira e supera ad occidente per portarsi sul versante svizzero (N) e risalire verso il Surettajoch. Tale valico viene sovente raggiunto anche dal Passo dello Spluga, quando la strada viene riaperta, risalendo il più favorevole versante O che ben presto diviene un ampio canale, fino a portarsi alla base dei torrioni delle Cime Cadenti e ricongiungersi all'itinerario "italiano". Dal Surettajoch occorrono generalmente i ramponi (e in certe stagioni una piccozza) per risalire l'ultimo tratto di cresta NNE che adduce alla vetta principale.